# Schloss Tullgarn

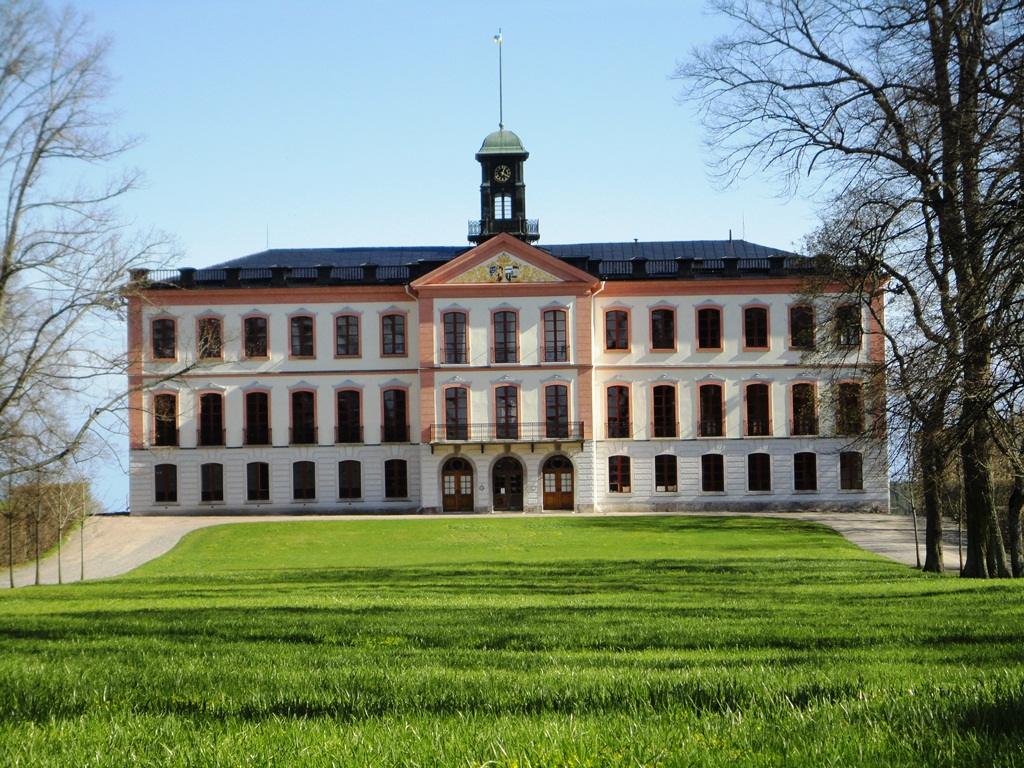
Schloss Tullgarn

Das Schloss Tullgarn ist ein königliches Schloss in Schweden und liegt in der Gemeinde Södertälje in der Nähe des Ortes Trosa.
Das ursprüngliche Schloss wurde zum Ende des 16. Jahrhunderts unter Graf Karl Sture errichtet. Zur Mitte des 17. Jahrhunderts bestand es aus einem größeren Hauptgebäude mit drei Etagen sowie zwei runden und einem quadratischen Turm. An der Seite des Hauptgebäudes lagen zwei Flügelbauten, an die wiederum ein weiteres Gebäude anschloss, so dass ein Hof entstand.
Der erste heute bekannte Besitzer war der Ritter und Reichsrat Tord Röriksson Bonde. Sein heutiges Aussehen erhielt das Schloss bei einer umfassenden Restaurierung zwischen 1719 und 1727 im Auftrag des Grafen Magnus Julius De la Gardie. Architekt war Joseph Gabriel Destain. Das Schloss besteht nun aus einem 43 Meter langen und 15 Meter breiten Hauptgebäude mit zwei 8 Meter breiten Flügeln, die einen offenen Hof zum Wasser einer Ostseebucht bilden. 
Markant ist heute die klassizistische Einrichtung, welche im späten 18. Jahrhundert ins Schloss kam, als Prinz Fredrik Adolf (der jüngste Bruder von Gustav III.) über das Schloss verfügte. König Gustav V. und seine Frau Viktoria von Baden benutzten Tullgarn als Sommerresidenz.
Heute ist das Schloss der Öffentlichkeit zugänglich und wird von der staatlichen Gebäudeverwaltung unterhalten. Seit 1935 steht es als Byggnadsminne unter staatlichem Schutz. Es gibt verschiedene gastronomische Einrichtungen, geführte Besichtigungen, sowie einen Souvenirshop und eine Orangerie.

## Bilder

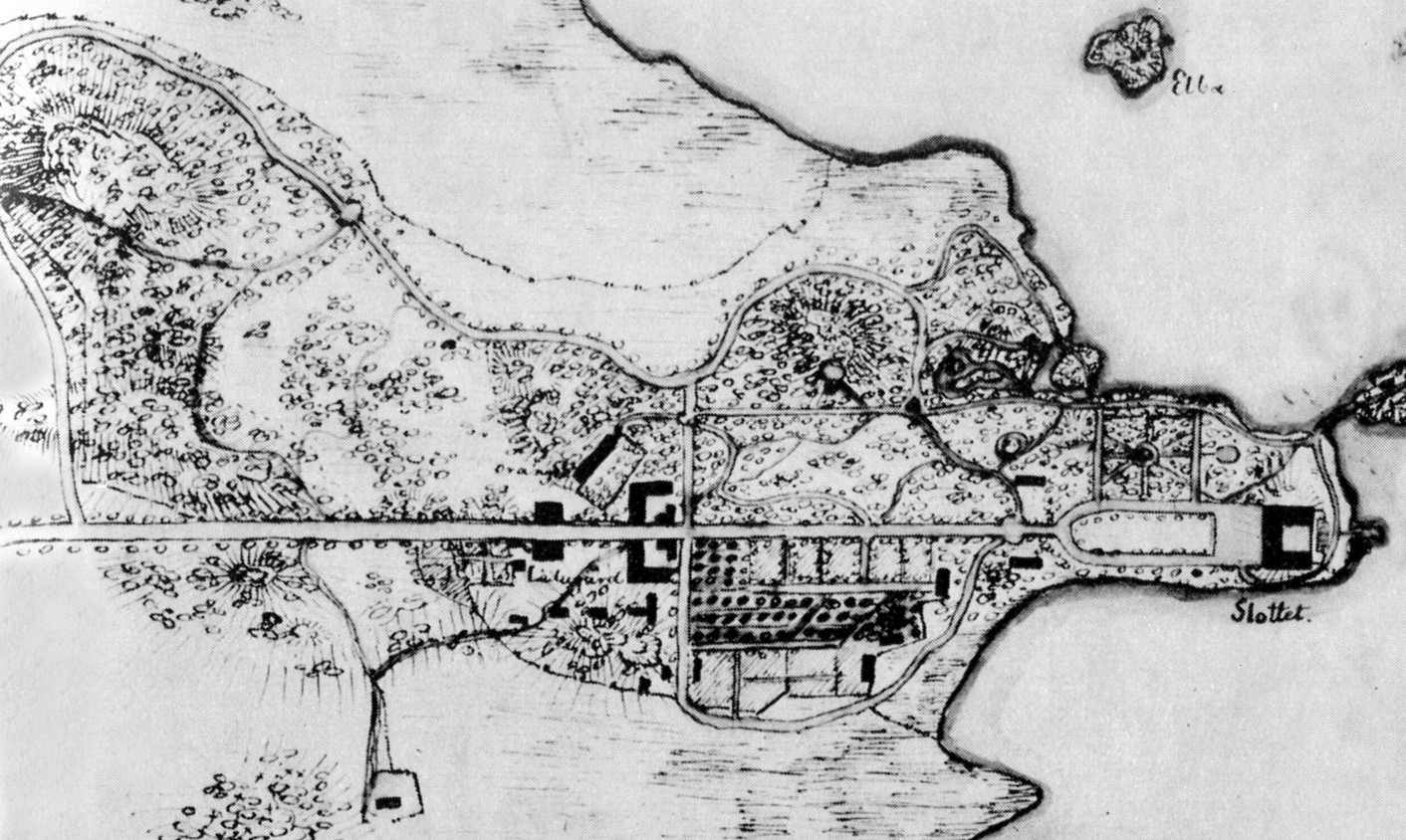
Lage
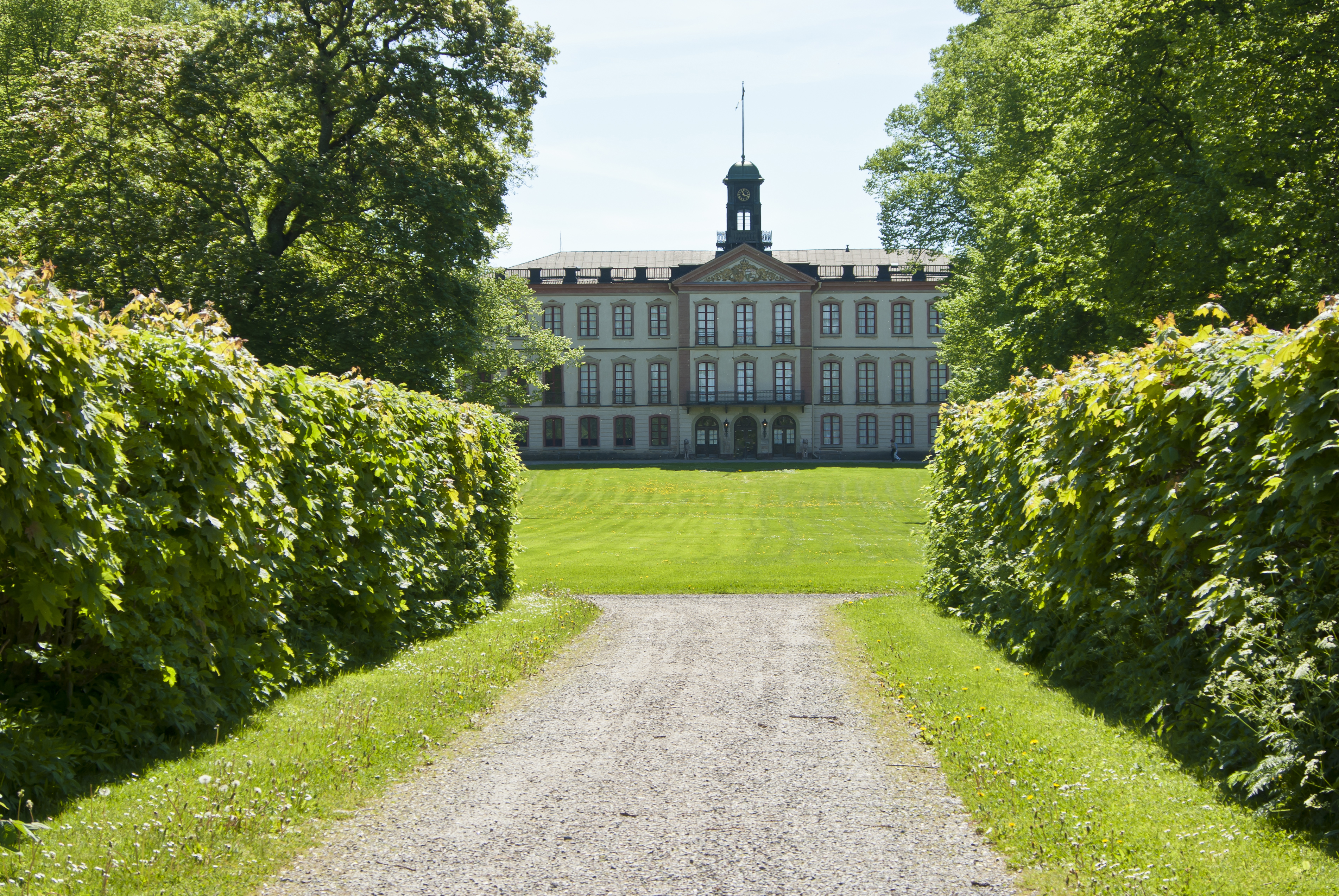
Parkfront
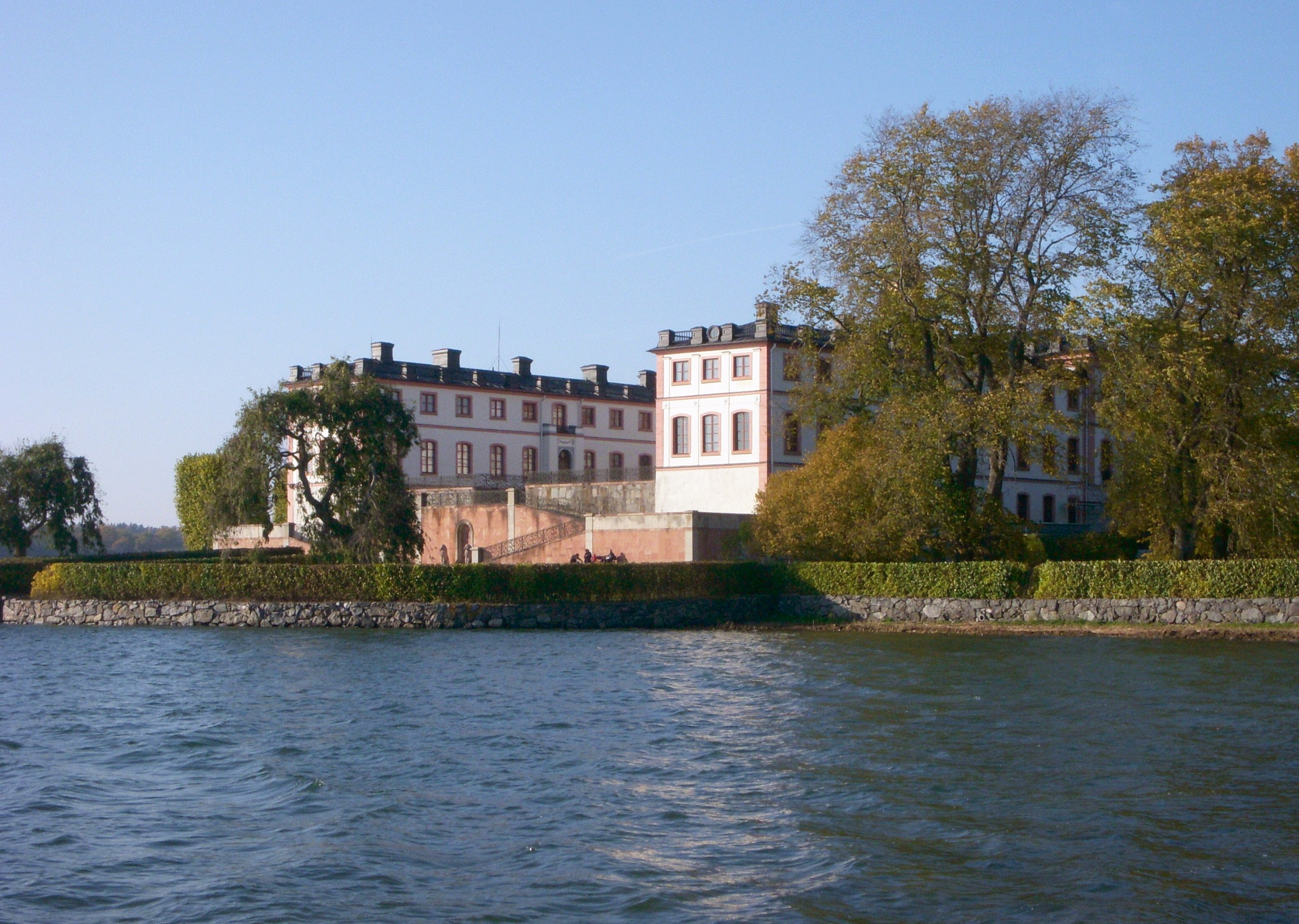
Seeseite
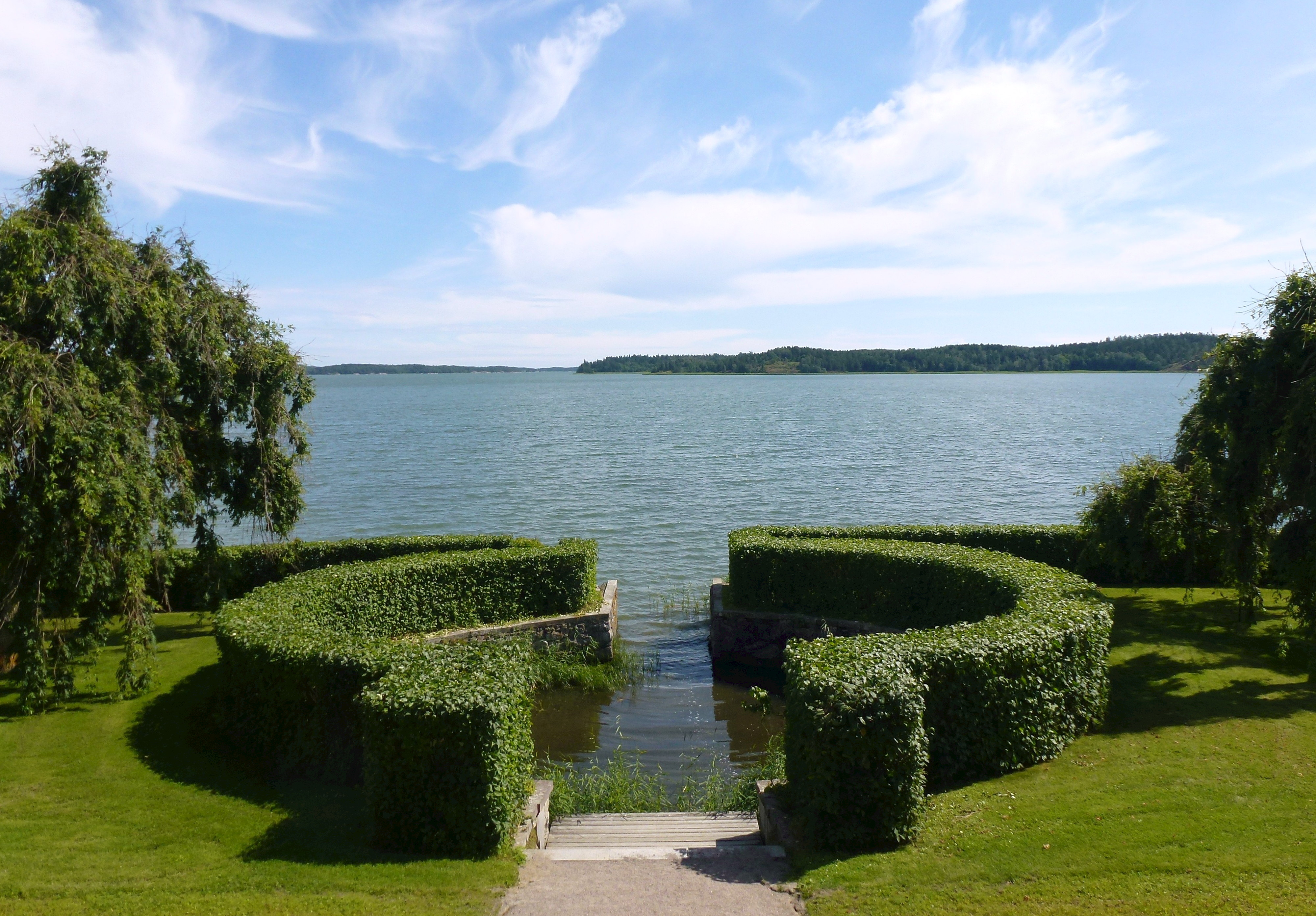
Blick
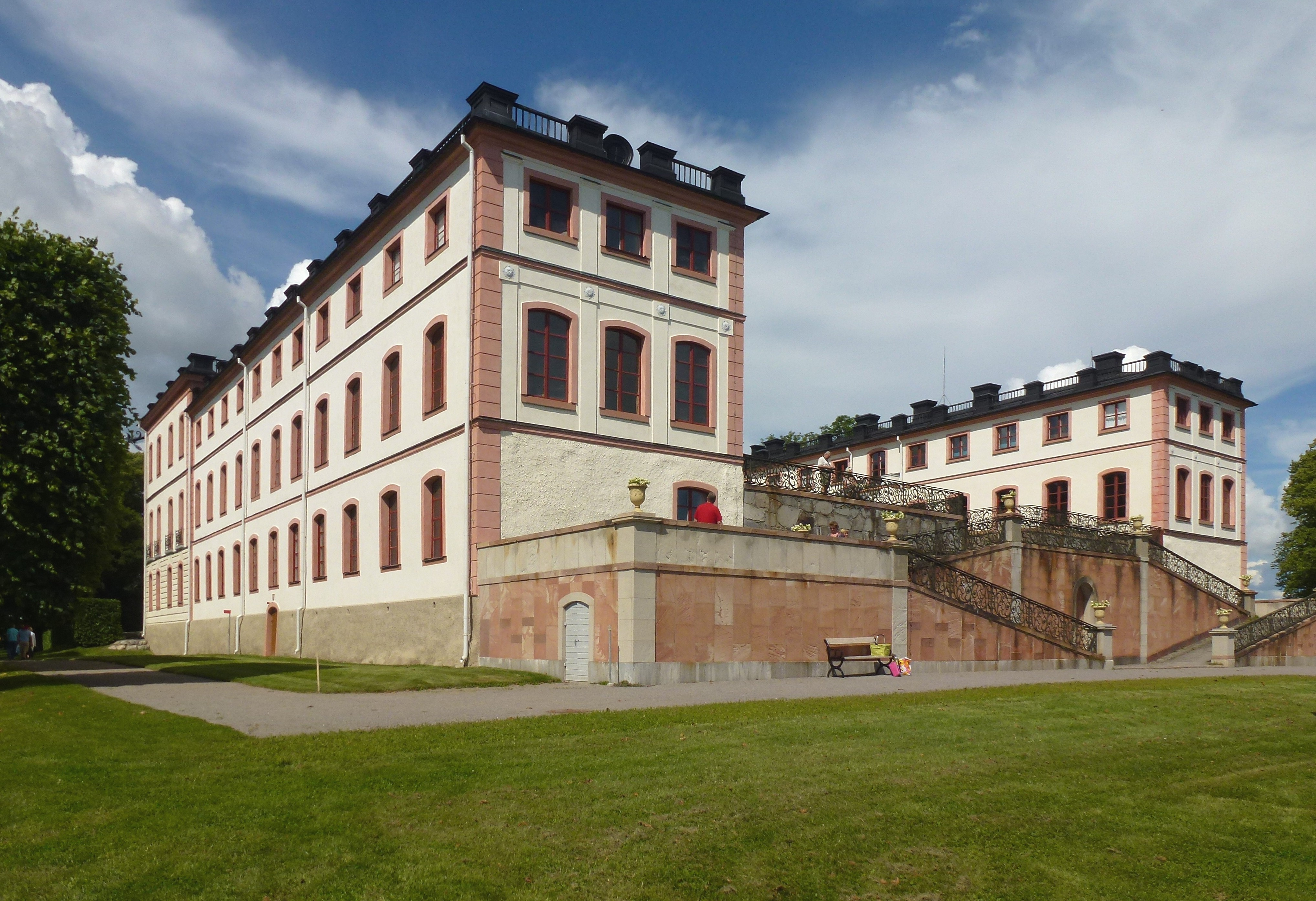
Hof
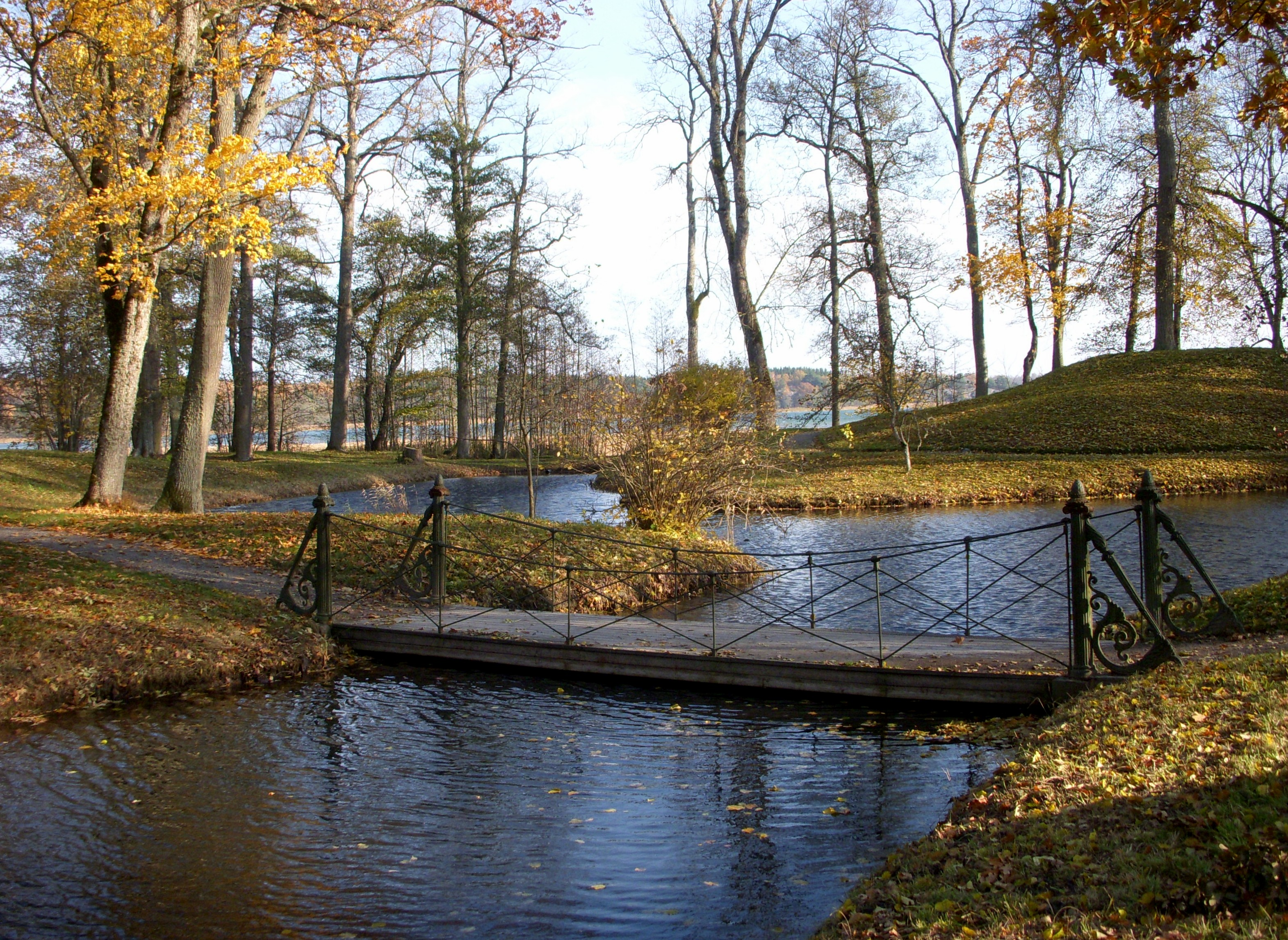
Park
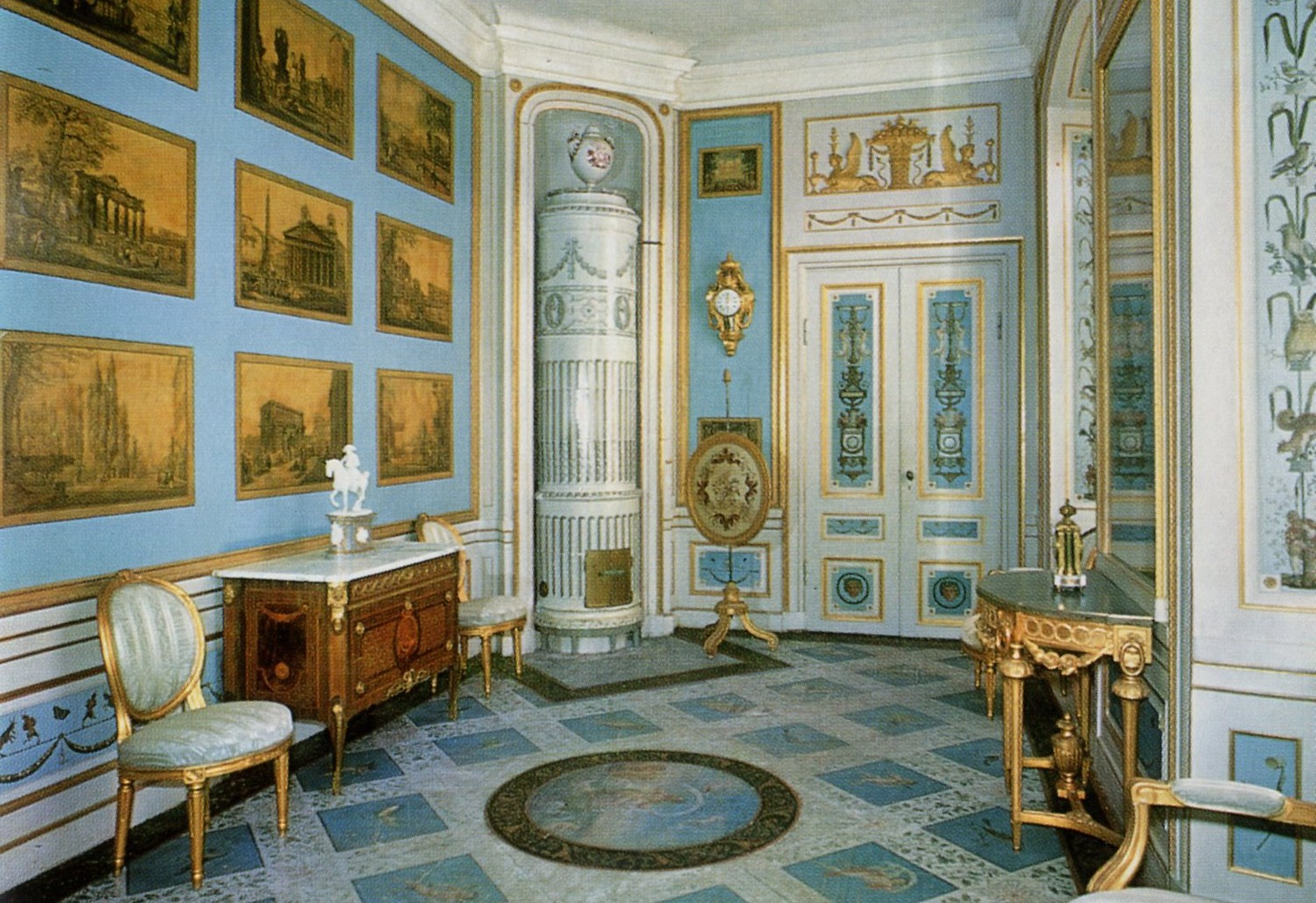
Blaues Kabinett
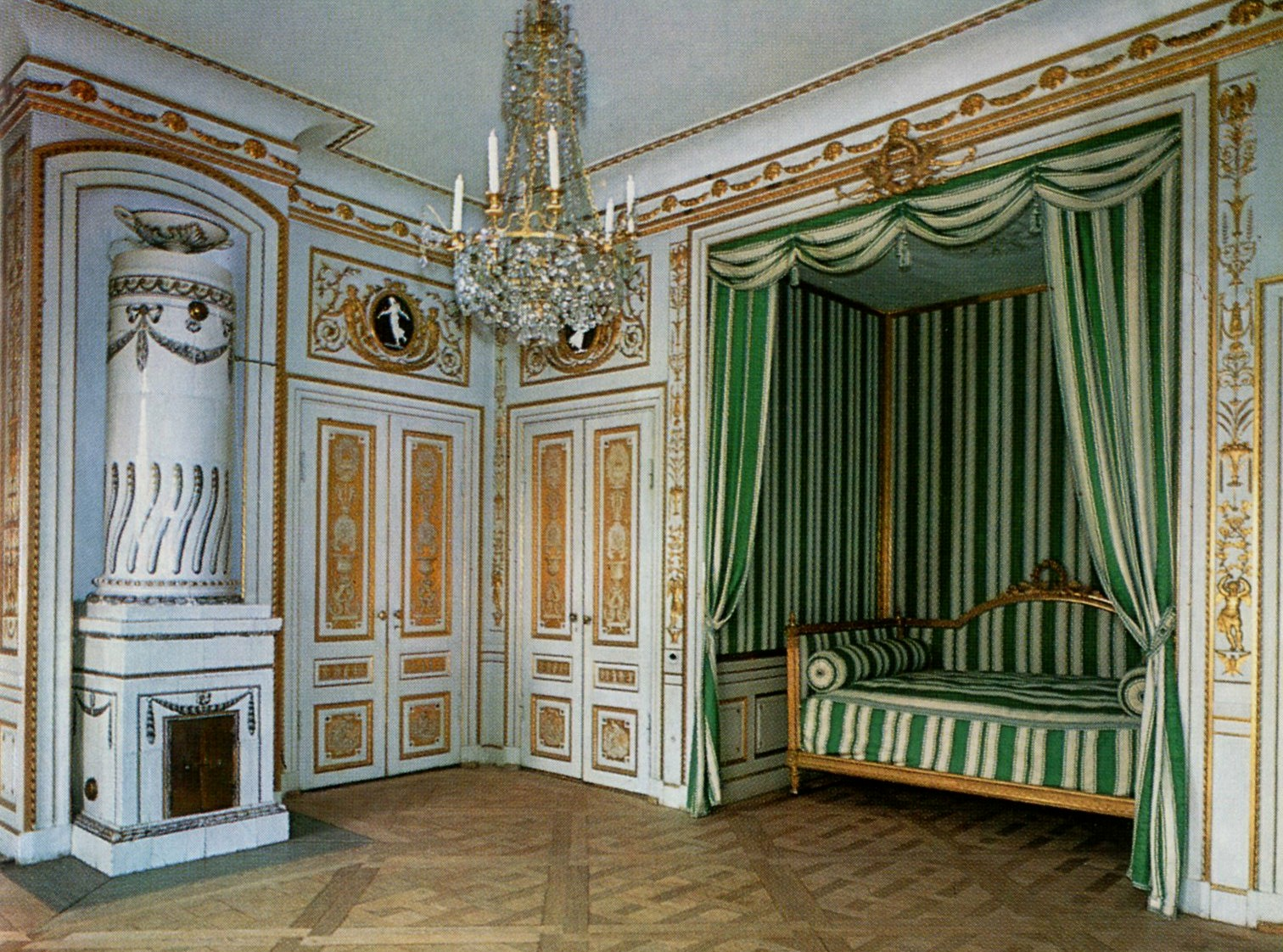
Schlafzimmer

## Weitere Königsschlösser
Schloss Tullgarn ist bis heute eines der neun offiziellen Königsschlösser Schwedens, die alle zumindest teilweise zu besichtigen sind: Das Stockholmer Schloss (Amtssitz des Königs), Schloss Drottningholm (Wohnsitz des Königs), Schloss Gripsholm, Schloss Rosendal, Schloss Rosersberg, Schloss Strömsholm, Schloss Ulriksdal, der Hagapark (Schloss Haga ist Wohnsitz der Kronprinzessin) sowie der Park der königlichen Sommervilla Solliden, die in der Nähe des nur noch als Ruine erhaltenen Schlosses Borgholm errichtet wurde.